# Andrée Wirion
Andrée Wirion-Kayser (Luxemburg-Stad, 25 juni 1927 – aldaar, 10 april 1995) was een Luxemburgs textielkunstenaar.

## Leven en werk
Andrée Kayser was een dochter van ingenieur Jean-Pierre Kayser en Jeanne Gredt. In 1946 deed ze eindexamen aan de middelbare school. Ze trouwde in 1952 met de advocaat Edmond Wirion en kreeg vijf kinderen. Ze volgde een studie weven (1968-1970) op de École des Arts et Métiers. 
Wirion was gespecialiseerd in het weven van wandtapijten. Ze toonde haar werk onder andere tijdens tentoonstellingen in Tunis (1970-1971) en Canada (1975), met Adrienne Juncker, Frantz Kinnen en Colette Probst-Wurth tijdens de tentoonstelling Les Métiers de création du Benelux in het Museum voor Kunstambachten in het Sterckshof in België (1975) en solo in Galerie La Scolata (1977) en het Dada House in Luxemburg-Stad (1986). Ze sloot zich aan bij de kunstenaarsvereniging Cercle Artistique de Luxembourg, waar ze vanaf 1979 deelnam aan de jaarlijkse salons. In 1983 ontving ze de Prix Grand-Duc Adolphe.

## Onderscheidingen
- 1983 Prix Grand-Duc Adolphe

- Musée national d'archéologie, d'histoire et d'art: lkl000343
- RKD-Nederlands Instituut voor Kunstgeschiedenis: 90316